# Bataille de Herentals
Guerre des Paysans
Batailles
- Saint-Nicolas
- 1er Boom
- Merchtem
- Zele
- Malines
- 2e Boom
- Hooglede
- Moorslede
- Zonnebeke
- 1er Diest
- 1er Louvain
- Alost
- Turnhout
- Enghien-Hal
- Hérinnes
- Audenarde
- Leuze
- 2e Louvain
- Ingelmunster
- Duffel
- Herentals
- Arzfeld
- Clervaux
- Amblève
- Stavelot
- Pollare
- Londerzeel
- Kapelle-op-den-Bos
- Bornem
- Meerhout
- 2e Diest
- 3e Diest
- Mol
- Jodoigne
- Marilles
- Beauvechain
- Hélécine
- Kapellen
- Meylem
- Hasselt

La bataille de Herentals se déroule le 29 octobre 1798 pendant la guerre des Paysans. Les Français prennent la ville aux paysans insurgés.

## Prélude
Le 26 octobre 1798, la ville de Turnhout est envahie par les paysans insurgés. Cependant, les Français détachent une colonne depuis la Hollande avec pour ordre de reprendre cette ville. Cette colonne, commandée par le chef de brigade Bonardi, est forte de 600 fantassins de la 48e demi-brigade et de 100 cavaliers du 5e régiment de chasseurs à cheval, ainsi qu'une compagnie d'infanterie légère et de l'artillerie,. 
Devant cette menace, les insurgés décident d'évacuer Turnhout et de gagner Herentals. 2 600  à   3 000 hommes se regroupent dans cette ville, menés par Stolman, Van Gansen, Meulemans, Corbeels, Van Dyck et Heylen. Cependant si les paysans sont plus nombreux, ils sont nettement moins bien entraînés et équipés que les soldats républicains français. Les insurgés préparent leur défense, des troupes sont placées en avant des portes de la ville, d'autres sont chargées de défendre les rues. Des barricades sont formées sur les routes avec des abattis d'arbres.

## Déroulement
Bonardi reprend Turnhout dans la nuit du 27 au 28 octobre sans rencontrer de résistance. Le 29, en fin de matinée, il est devant Herentals. À deux reprises, le commandant français envoie des parlementaires, mais les rebelles les prennent pour des éclaireurs et ouvrent le feu sur eux, certains sont blessés.
Les Français passent donc à l'assaut et pénètrent dans la rue principale, cependant ils se heurtent aux insurgés retranchés derrière les maisons et les barricades. Bonardi donne alors l'ordre à ses hommes de se replier sur les portes de la ville, puis il décide d'engager l'artillerie. Les Français canonnent ou incendient tous les bâtiments où sont retranchés les rebelles, 64  à   78 maisons au total sont détruites. Progressivement, les Républicains s'emparent de toute la ville. Les insurgés, vaincus, abandonnent la place par le bas-quartier et se replient sur Lichtaert et Gheel,.
L'affrontement avait duré quatre heures, après la prise d'Herentals le commandant français accorde deux heures de pillages à ses hommes. Les Républicains quittent la ville dans la soirée pour se rendre à Anvers. En chemin, ils passent la nuit au village de Grobbendonk qui est pillé, les hommes du village avaient pris la fuite dans les bois mais les femmes, restées sur place, sont victimes de violences de la part des soldats.

## Les pertes
Selon les rapports républicains, les pertes des insurgés sont estimées à 300 ou 600 morts mais elles sont probablement exagérées,. Dans son rapport au général Desjardin, le chef de brigade Bonardy affirme que 300 rebelles ont été tués et beaucoup d'autres blessés. Des insurgés, pris les armes à la main, sont exécutés sommairement. Selon des témoignages, plusieurs habitants de la ville sont massacrés par des soldats,.
D'après l'historien Paul Verhaegen, 79 paysans ont été tués lors du combat et 15 bourgeois de la ville ont été massacrés par des soldats républicains.
Selon des témoignages, les Français emportent quatorze charrettes chargées de morts ou de blessés. Selon le rapport républicain, cinq soldats français ont été tués : « Bonardi chef de brigade à la suite du 5e chasseurs, commandant une colonne mobile les a attaqué le 8 à Herentals, y a rencontré une vigoureuse résistance venant des maisons auxquelles il a fallu mettre le feu, on tirait par les fenêtres : 300 tués, pris deux drapeaux, 8 prisonniers ; 5 Républicains tués, plusieurs blessés, une trentaine de maisons brûlées ».